# بارت فوربس
بارت فوربس (بالإنجليزية: Bart Forbes)‏ هو رسام أمريكي، ولد في 3 يوليو 1939.